# 文年生
文年生（1907年2月28日—1968年6月7日），字以和。中国人民解放军中将，1955年获一级八一勋章、一级独立自由勋章、一级解放勋章。
1933年9月，中央军委教导师第1团团长。1937年1月，进入抗日军政大学。抗日战争期间，担任八路军第120师第359旅第718团团长兼政治委员、警备第8团团长。后升任冀热辽军区副司令员、冀晋军区代司令员，晋察冀野战军第3纵队副司令员、第6纵队司令员。升任第68军军长、第20兵团副司令员兼参谋长、湖南军区副司令员。中华人民共和国成立后，担任湖南军区司令员、中南军区副参谋长、广州军区副司令员。文化大革命中遭受残酷迫害，含冤而死。。
夫人苏枫，曾任广州军区总医院副院长，2005年去世，育有四子三女（其中一子幼年夭折）。次子文仲夫曾任解放军军事医学科学院副院长，少将军衔。